# Sweetgrass (película de 2009)
Sweetgrass es un documental de 2009 que sigue a los pastores de hoy en día cuando llevan a sus rebaños de ovejas a los montes Absaroka-Beartooth de Montana para pastar en verano. Fue dirigido por Lucien Castaing-Taylor, antropólogo de Harvard, y producido por su esposa Ilisa Barbash. El título deriva del Condado de Sweet Grass, uno de los varios en los que se rodó la película.

## Respuesta de la crítica
En el sitio web del agregador de reseñas Rotten Tomatoes, la película tiene un índice de aprobación del 97%. El consenso crítico del sitio web dice: "A la vez tierno y poco sentimental, Sweetgrass captura con gracia la belleza y las dificultades de una forma de vida moribunda". En Metacritic, la película tiene una puntuación media ponderada de 80 sobre 100, basada en 20 críticos, lo que indica "críticas generalmente favorables".